# Kogel
Kogel (rusky Когель) je řeka v Komijské republice v Rusku. Je 193 km dlouhá. Povodí má rozlohu 2680 km².

## Průběh toku
Pramení na hřbetu Ydžidparma. Teče na jih krajinou porostlou lesy, jež jsou na dolním toku bažinaté. Ústí zprava do Ilyče (povodí Pečory).

## Vodní režim
Zdrojem vody jsou převážně dešťové srážky. Průměrný roční průtok vody činí 31,2 m³/s.